# Joseph von Spaur

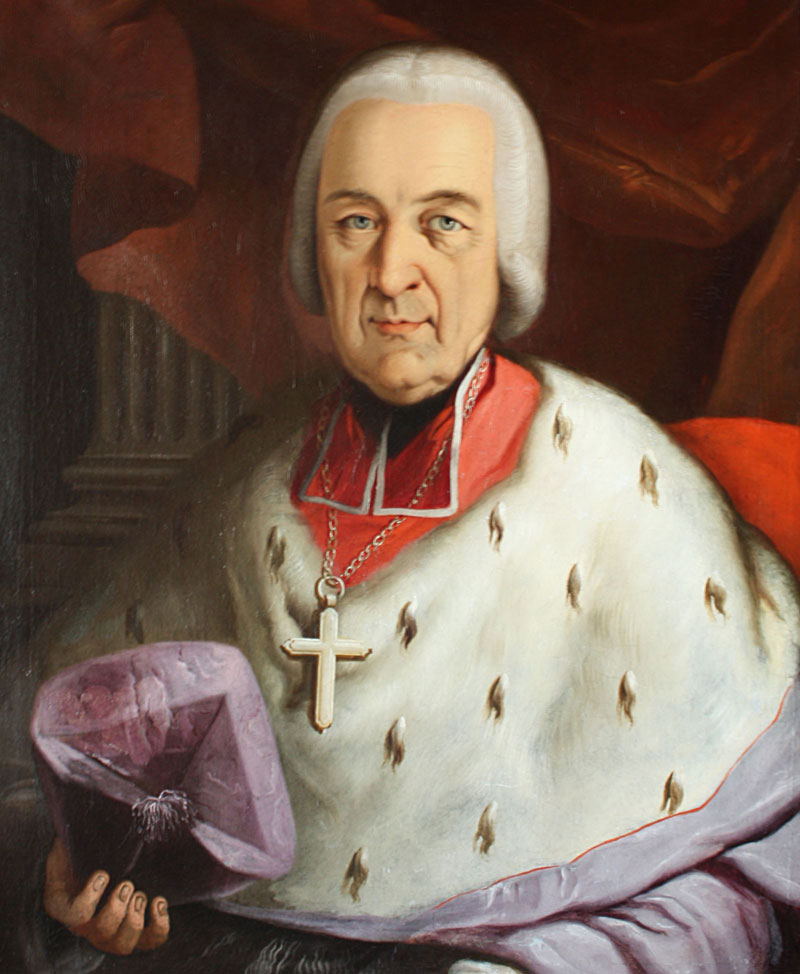
Fürstbischof Joseph Philipp Franz von Spaur

Joseph Philipp von Spaur, auch Joseph Philipp Franz Reichsgraf von Spaur oder Joseph Philipp von Spaur, Pflaum und Valeur, (* 23. September 1718 in Innsbruck; † 26. Mai 1791 in Brixen) war Bischof von Seckau und Fürstbischof von Brixen.

## Leben
Von Spaur gehörte zur Adelsfamilie von Spaur, die in den Reichsgrafenstand erhoben worden war. Er war ein Sohn des Regierungspräsidenten und Statthalters von Tirol und Grafen Johann Franz Wilhelm von Spaur, Pflaum und Valeur (1697–1759) und dessen Frau Anna Maximiliane (geborene Gräfin von Trapp; 1695–1775). Der Reichskammerrichter Graf Franz Joseph von Spaur, Pflaum und Valeur (1725–1797) war sein älterer Bruder.
Von Spaur erhielt eine theologisch Ausbildung und wurde 1741 zum katholischen Priester ordiniert. Im Jahr 1749 wurde er zum Kapitular von Salzburg und Brixen ernannt und am 1. Januar 1755 Kantonalpräsident.
Am 13. Juni 1755 war der Graf Franz Heinrich Joseph Dominik Alexius Künigl, Domherr in Salzburg und Propst von Ehrenburg, gestorben. Von Spaur hatte als Kantonalpräsident das Recht einen neuen Domherrn für Salzburg zu ernennen. Er erwählte zunächst seinen Onkel Fürstbischof Leopold aus, der das Amt jedoch ablehnte. Daher viel die Wahl nun auf seinen Bruder Ignaz, der zu jener Zeit Hauptmann in der Armee war. Dieser vertauschte nun das Soldatenleben und wechselte in den geistlichen Stand.
Am 8. Oktober 1763 wurde von Spaur Fürstbischof von Seckau und am 1. Dezember 1763 wurde er mit der Würde und dem Titel eines salzburgischen Geheimrats bedacht. Nach fünfzehn Jahren, die er ab 1763 als Verwalter der Diözese Seckau verbracht hatte, wurde er 1778/1779 zum Fürstbischof von Brixen ernannt, so dass er in seine Heimat Tirol zurückkehren konnte. Im Jahr 1782 empfing und beherbergte er Papst Pius VI., der sich auf der Rückreise von Wien befand, in seiner fürstlichen Residenz in Brixen. Von Spaur hatte zudem die Stelle eines „Vicarius generalis“ für Ober- und Untersteiermark und für den Distrikt Wien-Neustadt und war Propst von Ehrenburg im Pustertal, Kanzler der Universität in Graz und Präses der k. k. Studiendommission.
Er führte seiner Ämter im Sinne der von Maria Theresia und Kaiser Joseph II. angeordneten Reformpolitik und den Regelungen des Verhältnisses zwischen Kirche und Staat. Franz Xaver Gmeiner, ein Theologe und Kirchenrechtslehrer der Aufklärung, widmete von Spaur drei Bände seiner Institutiones juris ecclesiastici. Die päpstliche Kurie in Rom war hingegen mit seinem Wirken sehr unzufrieden. Insbesondere der Umstand, dass er 1781 dem Verbot Josephs, die im Jahr 1713 erlassene Bulle Unigenitus zu befolgen, mit einem Zirkularschreiben unterstützte und darin den „strengsten Gehorsam und die pünktlichste Befolgung dieser Verordnung“ einforderte, erregte dort Missfallen. Er wurde umgehend aufgefordert diese Zirkular zu vernichten, ansonsten würde er „vor das Gericht des apostolischen Stuhles gezogen und schärfer geahndet“. Von Spaur aber verteidigte sein Vorgehen damit, dass er selbst aus Verpflichtung gegenüber den Monarchen diesem Befehle befolgen könne und damit war diese Angelegenheit erledigt.
Von Spaur verlieh 1782 dem Kloster Seefeld in Tirol das lateinisch jus exorcizandi ‚Recht zu exorzieren‘, was zur Folge hatte, das dort unter anderem im Mai 1773 eine Austreibung von „100 Millionen Teufeln“ an dem jungen Mädchen Johanna Seiber durchgeführt wurde, und das in einer Zeit, in der beispielsweise in Deutschland derartige „Geisterbeschwörungen und Gespensterjagden von der hohen Geistlichkeit bei Strafe des Kerkers verboten waren“. Er unterstützte die Herausgabe einiger Schriften von Justinus Febronius, zu dem er sich offen bekannte, und war auch ein Anhänger des Jansenismus.
In seiner hinterlassenen Bibliothek befanden sich mehrere Übersetzungen theologischer Werke in französischer Sprache. Er galt zudem als Wohlthäter und spendete als Fürstbischof von Seckau dem Markt Leibnitz unterhalb des fürstbischöflichen Schlosses Seckau, ein Stiftungskapital. Die Zinseinnahmen daraus sollten drei armen Bürgern des Marktes zugutekommen. Dem Priesterhaus in Graz gab er 10000 Gulden und 1000 Gulden stellte er für die Errichtung Vikariatshauses in Wald in Obersteiermark zur Verfügung. In seinem Testament legte er fest, dass „sein ganzes Vermögen, welches er sich im Bisthume Seckau gesammelt habe, diesem und zwar zur besseren Dotation des Priesterhauses in Graz und armer Pfründen in Steiermark zufallen solle“.

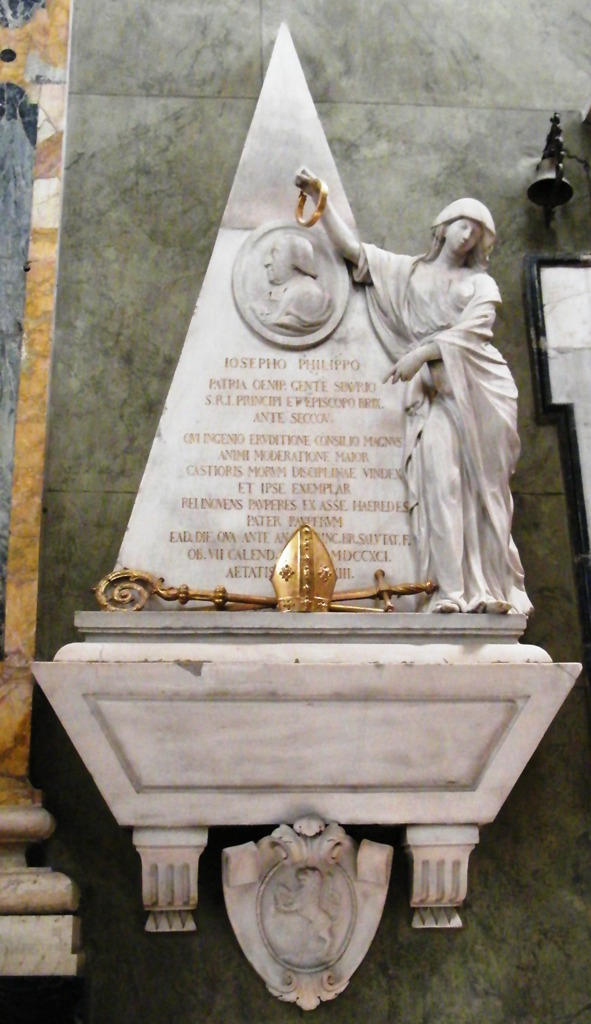
Grabstein Joseph Philipp Franz von Spaur - Brixner Dom

Seine von Jakob Philipp Santer geschaffene Grabplatte befindet sich im Brixner Dom.

## Schriften (Auswahl)
- Iansenismi spectrum detectum. oder Spectrum Jansenismi detectum. Wien [ca. 1772] (Das Gespenst des Jansenismus enthüllt, books.google.de).
- Regula cleri ex sacris litteris, sanctorum patrum monumentis ecclesiasticisque sanctionibus excerpta. 1784 (Richtlinie für den Klerus, der Heiligen Schrift, den Zeugnissen der heiligen Vater und den kirchlichen Vorschriften entnommen).
- Hirtlicher Unterricht des Bischofes zu Brixen an gesammte Welt-und Ordensgeistliche über die rechtmassige Verehrung der Bilder und Statuen. 1784 (dl.ub.uni-freiburg.de).

Übersetzungen
- Abhandlung von der Liebe Gottes und von dem christlichen Gebete. Salzburg 1766. (aus dem Französischen ins Deutsche)
- Bossuet: Exposition de la doctrine de l’église catholique sur les matières de controverse (aus dem Französischen ins Lateinische).